# 神戸市立小部中学校
神戸市立小部中学校（こうべしりつ おぶちゅうがっこう）は、兵庫県神戸市北区にある公立中学校。

## 沿革
- 1980年 4月1日 - 神戸市立鈴蘭台中学校から分離独立し、開校。
- 1995年1月17日 - 阪神・淡路大震災で1週間臨時休校。

## 部活動

### 運動部
- 野球部
- 陸上競技部
- バスケットボール部
- ソフトテニス部
- 剣道部
- 卓球部
- 体操部
- バレーボール部

### 文化部
- 吹奏楽部
- 美術部
- 華道部
- 理科部
- 将棋部

## 校区
- 神戸市立小部小学校
- 神戸市立小部東小学校

## 制服
- 男子　
  - 冬服は標準的な学生服上下である。
  - 夏服はカッターシャツ、スラックスである。
- 女子　
  - 冬服はブレザー、ベスト、カッターシャツ、吊りスカートである。
  - 夏服はカッターシャツ、吊りスカートである。

## 卒業生
- 朝原宣治 - 元陸上選手・オリンピック選手（7期生）
- 新納慎也-俳優

## 交通アクセス
- 神戸電鉄 　鈴蘭台駅から北東へ徒歩約２０分

## 通学区域が隣接している学校
- 神戸市立星和台中学校
- 神戸市立鈴蘭台中学校
- 神戸市立大原中学校
- 神戸市立桜の宮中学校
- 神戸市立広陵中学校
- 神戸市立山田中学校